# Dischistodus prosopotaenia
Dischistodus prosopotaenia là một loài cá biển thuộc chi Dischistodus trong họ Cá thia. Loài này được mô tả lần đầu tiên vào năm 1852.

## Từ nguyên
Từ định danh được ghép bởi 2 âm tiết trong tiếng Latinh: prosopos ("mặt") và taenia ("dải sọc"), hàm ý không rõ, có thể đề cập đến các vệt xanh lam ở trên đầu của loài này.

## Phạm vi phân bố và môi trường sống
Từ quần đảo Nicobar, phạm vi của D. prosopotaenia trải dài về phía đông đến Vanuatu, ngược lên phía bắc đến các nước Đông Nam Á và quần đảo Ryukyu (Nhật Bản), xuống phía nam đến Tây Úc và rạn san hô Great Barrier. Ở Việt Nam, loài này được biết đến tại bờ biển Khánh Hòa, Ninh Thuận, đảo Lý Sơn (Quảng Ngãi), cù lao Câu (Bình Thuận) và quần đảo Trường Sa. Loài này sống gần những rạn san hô ngoài khơi và trong đầm phá ở độ sâu đến ít nhất là 10 m.

## Mô tả
D. prosopotaenia có chiều dài cơ thể tối đa được ghi nhận là 20 cm. Cá trưởng thành có màu nâu hơi vàng với một vệt đốm màu đen/xanh lam ở gốc vây ngực, có thể có một dải trắng giữa thân. Một biến dị kiểu hình ở loài này là vùng ngực có màu vàng. Vảy cá có những vạch đốm màu xanh lam óng. Cá con có các vùng nâu và trắng xen kẽ với đốm đen lớn ở vây lưng.
Số gai ở vây lưng: 13; Số tia vây ở vây lưng: 14–16; Số gai ở vây hậu môn: 2; Số tia vây ở vây hậu môn: 14–15; Số gai ở vây bụng: 1; Số tia vây ở vây bụng: 5; Số tia vây ở vây ngực: 17; Số lược mang: 29–32.

## Sinh thái học
Thức ăn của D. prosopotaenia là tảo. Cá đực có tập tính bảo vệ và chăm sóc trứng.